# Осипов, Николай Евграфович
Никола́й Евгра́фович О́сипов (12 [24] октября 1877, Москва — 19 февраля 1934, Прага) — российский невролог, психиатр и психотерапевт. Впервые дал точные описания ряда неврозов, в том числе неврастении. При изучении неврозов применял психологический метод, уделяя особое внимание роли эмоций в развитии неврозов. Пионер и пропагандист психоанализа в России, переводчик трудов З. Фрейда и его корреспондент.

## Биография
Николай Евграфович Осипов родился 24 октября 1877 года в Москве, в дворянской семье. Отец — врач Евграф Алексеевич Осипов.
После окончания с золотой медалью 1-й Московской гимназии, в 1897 году поступил на медицинский факультет Московского университета. На втором курсе был арестован как член студенческого стачечного комитета, затем отчислен без права восстановления в университете и уехал в Швейцарию. Учился в Цюрихском университете у Ф. Ф. Эрисмана. В 1903 году защитил диссертацию по гистологии в Базельском университете, получив степень доктора медицины.
В 1904 году вернулся в Москву, работал на кафедре гистологии и эмбриологии Московского университета и одновременно — экстерном Преображенской городской больницы для душевнобольных. С 1907 года занимал должность старшего ассистента в психиатрической клинике при Московском университете под руководством В. П. Сербского. В 1907 году познакомился с работами З. Фрейда. Летом 1910 года он посетил З. Фрейда в Вене и установил с ним профессиональные и дружеские отношения, которые поддерживал всю жизнь. Считал З. Фрейда одним из своих учителей, а себя «первым популяризатором Фрейда в России». В этом же году встречался с Э. Блейлером, К. Юнгом и П. Дюбуа и обсуждал с ними психиатрические и психотерапевтические проблемы.
В 1911 году стал доцентом Московского университета и в этом же году вместе с В. П. Сербским и многими другими ушел из клиники и университета в знак протеста против реакционной политики министра просвещения Л. А. Кассо.
После ухода из Московского университета, в 1911—1918 г.г. работал доцентом психиатрии на Высших женских курсах в Москве и одновременно в «Рукавишниковом приюте» для малолетних преступников.
В 1911 году вместе с В. П. Сербским, О. Б. Фельцманом и другими психиатрами был соучредителем, членом бюро и секретарём Московского психиатрического кружка «Малые пятницы», в котором состоял до 1918 года. На первом заседании этого кружка сделал доклад «Из логики и методологии психиатрии». И в дальнейшем часто выступал по проблемам психиатрии, психоанализа и психотерапии. В 1911—1913 г.г. совместно с Фельцманом был редактором издававшейся в Москве серии книг "Психотерапевтическая библиотека" и журнала «Психотерапия».
К революции отнёсся отрицательно. В 1918 году выехал из Москвы на Украину. В 1920 году эмигрировал в Стамбул. Некоторое время жил в Белграде и Будапеште, а с 1921 года в Праге.
В 1923—1931 г.г. занимал должность доцента Карлова университета в Праге, где читал курс психиатрии. Преподавал в Русском народном университете. Поддерживал контакты с З. Фрейдом и его последователями. В 1923 году опубликовал работу «Воспоминания Толстого о детстве. Вклад в теорию либидо З. Фрейда».
В 1925 году организовал и возглавил «Русский психиатрический кружок» в Праге, который занимался различными проблемами психиатрии и психоанализа.
Публиковал различные обозрения новых идей в неврологии и психиатрии и сделал около 70 публичных выступлений в Праге по проблемам психиатрии, психоанализа и психотерапии.
Николай Евграфович Осипов скончался от тяжёлой болезни сердца 19 февраля 1934 года. Похоронен в Праге на православном кладбище.

## Научная деятельность
Занимаясь на первых порах микроскопией, Н. Е. Осипов преследовал «…одну цель: изучить до конца вопросы физиологии-патологии-психологии мозга». В Праге Н. Е. Осипов занимался неврозологией, психологией русских писателей и их литературных героев, разрабатывал вопросы философии вообще и медицинской философии в частности. Впервые дал точное описание некоторых неврозов, в том числе неврастении. В своей системе дал подробную характеристику всех неврозов, особенно подчеркивая роль эмоций в их развитии.
Н. Е. Осипов создал философско-медицинскую систему, согласно которой медицина — это особая сторона человеческой культуры, включающая в себя науку, искусство, а также взаимодействия между врачом и больным. Особо он подчеркивал, что медицина должна быть тесно связана с достижениями медицинской техники.
Развивал и модифицировал некоторые идеи и концепции З. Фрейда. Осуществил пересмотр психоаналитических представлений о любви и выдвинул идею о первичности любви как основного фактора космической жизни и абсолютной ценности, проявляющейся в разнообразных формах, и вторичности любви как физиологического притяжения и половой страсти. Начал разработку теории любви.
Эмпирическая ценность исследования Фрейда не пострадает, если центральное место займет не физиологическое притяжение, но любовь в ее эйдетическом смысле, как абсолютная ценность. В нашем пространственно-временном мире любовь воплощена в различной степени, начиная с весьма низменной любви отождествления (я люблю это яблоко и в силу этой любви его кушаю, т. е. уничтожаю). Далее, любовь находит свое выражение в чувствительности — половой и неполовой, — в нежности. Наконец, она проявляется в особых переживаниях близости или интимности между людьми как наивысшей формы проявления любви в человеческом мире.Николай Осипов
В 1931 году в работе «Революция и сон» предложил психоаналитически-ориентированное понимание революции как «реализации подавленных, вытесненных желаний одного класса народа, классовое нарциссическое самоутверждение» и исследовал аналогии и компоненты одинакового содержания «революции и сновидения».
В контексте психоаналитического учения изучал различные философские и этические проблемы. Утверждал, что чрезмерная концентрация личности на самой себе провоцирует и влечет невропатологические состояния, а различные нравственные факторы являются одним из источников психических расстройств.

### Основные труды
- Осипов Н. Е. / Фрейд З. Переписка 1921—1929 г.г.. — Ижевск: ERGO, 2011.
- Осипов Н. Е. Детские воспоминания Толстого. Вклад в теорию либидо Фрейда. — Ижевск: ERGO, 2011.
- Осипов Н. Е. Мысли и сомнения по поводу одного случая «дегенеративной психопатии». — Ижевск: ERGO, 2012.
- Осипов Н. Е. «Двойник. Петербургская поэма» Ф. М. Достоевского. (Заметки психиатра). — Ижевск: ERGO, 2012.
- Осипов Н. Е. Психоаналитические и философские этюды. — М.: Академический проект, 2000 (1-е изд.) и 2015 (2-е изд.).